# المرقاب (قطر)
المرقاب یک منطقهٔ مسکونی در قطر است که در شهرداری دوحه واقع شده‌است.

## خصوصیات
المرقاب ۱۳ متر بالاتر از سطح دریا واقع شده‌است.